# Carol Stream, Illinois
Carol Stream är en ort (village) i DuPage County, i delstaten Illinois, USA. Enligt United States Census Bureau har orten en folkmängd på 39 989 invånare (2011) och en landarea på 23,6 km².